# Pat Martino
Pat Martino (født 25. august 1944 - død 1. november 2021) var en amerikansk jazzguitarist og komponist.